# José Manrubia
José Manrubia, né le 2 janvier 1963 à Barcelone, est un artiste contemporain et 25e matador français. Il est d'origine espagnole, de parents andalous.

## Parcours taurin
- Juin 1987 : torée à Madrid – Las Ventas.
- Juin et août 1991 / août 1993 : torée 3 fois à Mexico – à La Monumental - les plus grandes arènes du monde, et réalise son rêve d’enfant[1].
- Mars 1994 : Alternative à Monterrey (Mexique), devient le 1er matador français à avoir pris l’alternative en Amérique latine.
- Octobre 1996 : Torée dans les arènes d'Arles le 1er seul contre 6 d’un matador face à des taureaux français.

### Parcours artistique
Expose depuis 2002

Séoul, Madrid, Paris, Marseille, Lyon, Toulouse, Arles, Bayonne, etc.

Présent au FNAC (Fonds National d'Art Contemporain) et au musée de las Ventas, Madrid

Créateur et directeur artistique du festival FlamencA, Arles 

Lauréat prix Saint-John Perse 2022 pour le livre réalisé avec l’écrivain Isabelle Cousteil

Praticien à l’Enda, École Nationale d’Art, Paris

Membre de la Biennale de Paris

Fondateur de la Corrida Etica

### Démarche artistique
S’affranchissant de la leçon académique, explorant librement les paysages de ses univers esthétiques, différents et semblables à la fois. Peut-être fin connaisseur d’imaginaires désordonnés.
Une esthétique picturale, intensément liée au vivant, à la terre, les humanités qui l’habitent, sa beauté, ses mirages. Le rapport éternel du passage de l’impalpable, celui de l’imaginaire, du temps, des étoiles.
« De mes premières actions de street art début des années 90, utilisant les supports publicitaires et les squats de la colossale mégapole de Mexico comme champ d’intervention, m’exprimant dans une démarche artistique à dimension subversive, au travail d’aujourd’hui en atelier, récupérant ces mêmes panneaux d’affiches au travers des villes où je séjourne, habite. Papier traité, marouflé, soigné, revitalisé. Papier bien plus qu’un support, un complice témoignant dans d’autres dimensions, d’autres états du temps, d’autres réalités.
Mon questionnement constant me pousse à explorer les domaines de mon quotidien, de mon imaginaire, teinté de rêves et d’absolus. Au travers d’une expression picturale figurative usant du stylo bille comme principal médium, ou abstraite utilisant la toile, le tissu, le carton et toujours le papier. La puissance de la couleur dans sa plus pure intention, la simplicité du stylo et son minimalisme. Alchimies monochromes ou colorées, compositions aléatoires quelque part canalisées donnant l’aspect final d’œuvres sans âge au relief contemporain » José Manrubia

## Engagements
Militant à Attac pendant plus de 10 ans et à la ligue des Droits de l'Homme

Sympathisant d'Amnistie International et de Greenpeace.

À l'occasion de la révolte des gilet jaune, il crée la marche nationale pour le RIC (Référendum d'Initiative Citoyenne) marche d'Arles à Paris, décembre 2018 janvier 2019.
Durant cette marche, il parcourt plus de 800 km de rond-point en rond-point afin de recueillir des pétitions et porter la voix du peuple à l'Assemblée.
On peut considérer cette marche comme une première œuvre militante d'art invisuel.